# Национальная служба мониторинга
Национальная служба мониторинга — российская  компания. Полное наименование — ЗАО «Национальная служба мониторинга». Штаб-квартира компании расположена в Москве. Автор первого в России Рейтинга информационной открытости губернаторов, индекса-медиаэффективности. Рейтинг составляется и публикуется на ежемесячной основе с мая 2011 года.

## О компании
Основные направления деятельности: мониторинг СМИ и блогосферы, социологические и медиа исследования регионов РФ, медиа-аудит деятельности российских компаний

## Проекты
«Национальная служба мониторинга» совместно с «Институтом независимых политических исследований» разработала рейтинг информационной открытости глав регионов. · Показатель высчитывается как соотношение числа публикаций с прямой или косвенной речью персоны к общему числу сообщений с его упоминанием. К сообщениям с цитатой в федеральных и региональных СМИ прибавляются посты (твиты) и комментарии персоны в ЖЖ или Твиттере. Таким образом, в ТОП рейтинга попадают персоны, не о которых больше всего пишут в СМИ, а те, каждое упоминание которых содержит скрытый посыл для той или иной аудитории.. Рейтинг цитируется региональными и федеральными СМИ. Дмитрий Медведев будучи президентом РФ не раз говорил об информационной открытости. В СМИ нередко заявлялось, что информационная открытость должна стать критерием эффективности работы исполнительной власти.
В конце 2012 года НСМ опубликовала Индекс медиа-эффективности. ИМЭ — качественный показатель оценки информационного поля персоны, организации или бренда, позволяющий измерить медиа-активность исследуемого объекта с учетом частоты появления в материалах СМИ. Числовое значение индекса лежит в диапазоне от 0 до 10: чем выше итоговый индекс, тем объект исследования вызвал больший медиа-резонанс меньшим числом инфоповодов. При этом учитываются не просто упоминания объекта, но и его заметность в каждом сообщении. То есть наиболее эффективным является тот ньюсмейкер, доля упоминаний которого в главной роли и/или с цитированием/фото выше аналогичных показателей других ньюсмейкеров.. При расчёте индекса учитываются следующие параметры в рамках каждого информационного сообщения:
- роль объекта в сообщении: главная или второстепенная;
- присутствие объекта в заголовке сообщения или на фото;
- цитируемость объекта.

В дальнейшем в ИМЭ будет учитываться влиятельность изданий. Тональность упоминания объекта при расчете показателя не учитывается, поскольку носит субъективный характер и не влияет на резонанс в СМИ. Итоговый индекс медиа-эффективности определяется как среднее арифметическое значений индексов в единичных сообщениях. Индекс медиа-эффективности разработан «Национальной службой мониторинга» совместно со специалистами в области математического анализа, PR-специалистами и медиа-экспертами.
Индекс медиа-эффективности применяется в совместном c Фондом развития гражданского общества рейтинге эффективности губернаторов. А данные Рейтинга открытости глав субъектов РФ НСМ используются при расчете Рейтинга фонда «Петербургская политика».
В 2014 году НСМ совместно с компанией «Экопромсистемы» выпустила первый рейтинг корпоративной социальной ответственности российских компаний.

### Исследования
Ежедневно:
- Анонс событий
- Мониторинг СМИ и блогосферы (федеральный и региональный)

Еженедельно:
- Медиа-рейтинги наиболее резонансных законодательных инициатив
- Ключевые темы федеральных СМИ
- Политические партии: события недели
- Несистемная оппозиция: события недели
- Основные политические темы в блогосфере

Ежемесячно:
- Рейтинг информационной открытости глав субъектов РФ (НСМ — автор первого в России Рейтинга информационной открытости губернаторов на основе коэффициента информационной открытости Рейтинги составляются и публикуются на ежемесячной основе с мая 2011 года).
- Рейтинг медиа-эффективности глав регионов (НСМ — автор первого в России Индекса и соответствующего рейтинга медиаэффективности губернаторов. Рейтинги составляются на ежемесячной основе с мая 2011 года, предоставляются ФоРГО для расчета Пятого модуля Рейтинга эффективности губернаторов).
- Рейтинг губернаторов-блогеров
- Медиа-рейтинг депутатов Государственной думы РФ (НСМ выпускает эти рейтинги с ноября 2012 года, «Медиалогия» с 2013 года).
- Медиа-рейтинги сенаторов Совета Федерации РФ (НСМ выпускает эти рейтинги с ноября 2012 года, «Медиалогия» с 2013 года).

Ежеквартально:
- Медиа-рейтинг непарламентских партий (эксклюзив НСМ, выпускаются с 2013 года).

Раз в полгода:
- Медиа-рейтинг ТОП-20 российских исследовательских центров, работающих на рынке политического анализа и прогнозирования (эксклюзиво выпускался НСМ с 2012 года. Позже Медиалогия начала делать аналогичный рейтинг по заявке АКОС, но с более широким охватом участников рейтинга — Медиарейтинг PR-агентств-членов АКОС).
- Медиа-рейтинг региональной работы депутатов (эксклюзив НСМ, выпускаются с 2013 года).
- Медиа-рейтинги наиболее резонансных законодательных инициатив (эксклюзивно выпускались НСМ с ноября 2012, Медиалогия последовала за НСМ с 2014 года).

Ежегодно:
- Рейтинг медиа-эффективности министров и министерств
- Рейтинг корпоративной социальной ответственности крупнейших компаний РФ

## База
Исследования строятся на основе анализа свыше 400 федеральных и 3 000 региональных изданий: ТВ, радио, пресса, информационные агентства и Интернет-СМИ;
При анализе блогов учитываются только официальные аккаунты российских губернаторов на платформах Twitter и LiveJournal;

## Партнеры
Информационное агентство России «ТАСС», РИА-«Новости» — МИА «Россий сегодня», Информационное агентство Regnum, Lenta.ru, Медиа лаборатория PROPHET, Фонд развития гражданского общества.